# 新彼得里夫卡 (索菲伊夫卡市鎮)
47°34′12″N 32°19′49″E / 47.57000°N 32.33028°E
新彼得里夫卡（烏克蘭語：Новопетрівка）是烏克蘭南部的村莊，由尼古拉耶夫州沃茲涅先斯克區的索菲伊夫卡市鎮負責管轄。該村面積0.53平方公里，海拔高度30米，2001年人口212，人口密度每平方公里400人。